# Аргостоліон
Аргостоліон (грец. Αργοστόλι, Ἀργοστόλιον) — місто в Греції на Іонічному острові Кефалінія, столиця однойменного ному Кефалінія.

## Історія
Столиця ному була перенесена в Аргостоліон 1757 року із Агіос Георгіос (також відоме як Кастро), аби скористатись з торгових можливостей, які б могла забезпечити Аргостольська гавань. Насправді дуже швидко місто стало одним з найжвавіших портів в Греції, що призвело до його територіального розростання та процвітання мешканців. У період між 1866 і 1999 роками адміністративна межа змінилась мало. Відповідно до «Закону Каподистрії» 1997 року, поселення навколо міста об'єдналися, сформувавши великий муніципалітет Аргостолі (за димотикою), який нині має у своєму складі населені пункти Спілія, Гельмата, Компотекрата, Ласо.

## Населення
| Рік  | Місто | Муніципалітет |
| ---- | ----- | ------------- |
| 1981 | 7,164 | -             |
| 1991 | 6,815 | 9,918         |
| 2001 | 9,522 | 12,589        |

## Персоналії
- Крістіан Зервос — колекціонер, мистецтвознавець, видавець повного каталогу творів Пікассо.
- Іоанніс Метаксас — політик, прем'єр-міністр Греції.
- Антоніс Тритсіс — політик.
- Діонісіос Лавранґас — грецький композитор, диригент і музичний педагог.